# Gunnars konditori

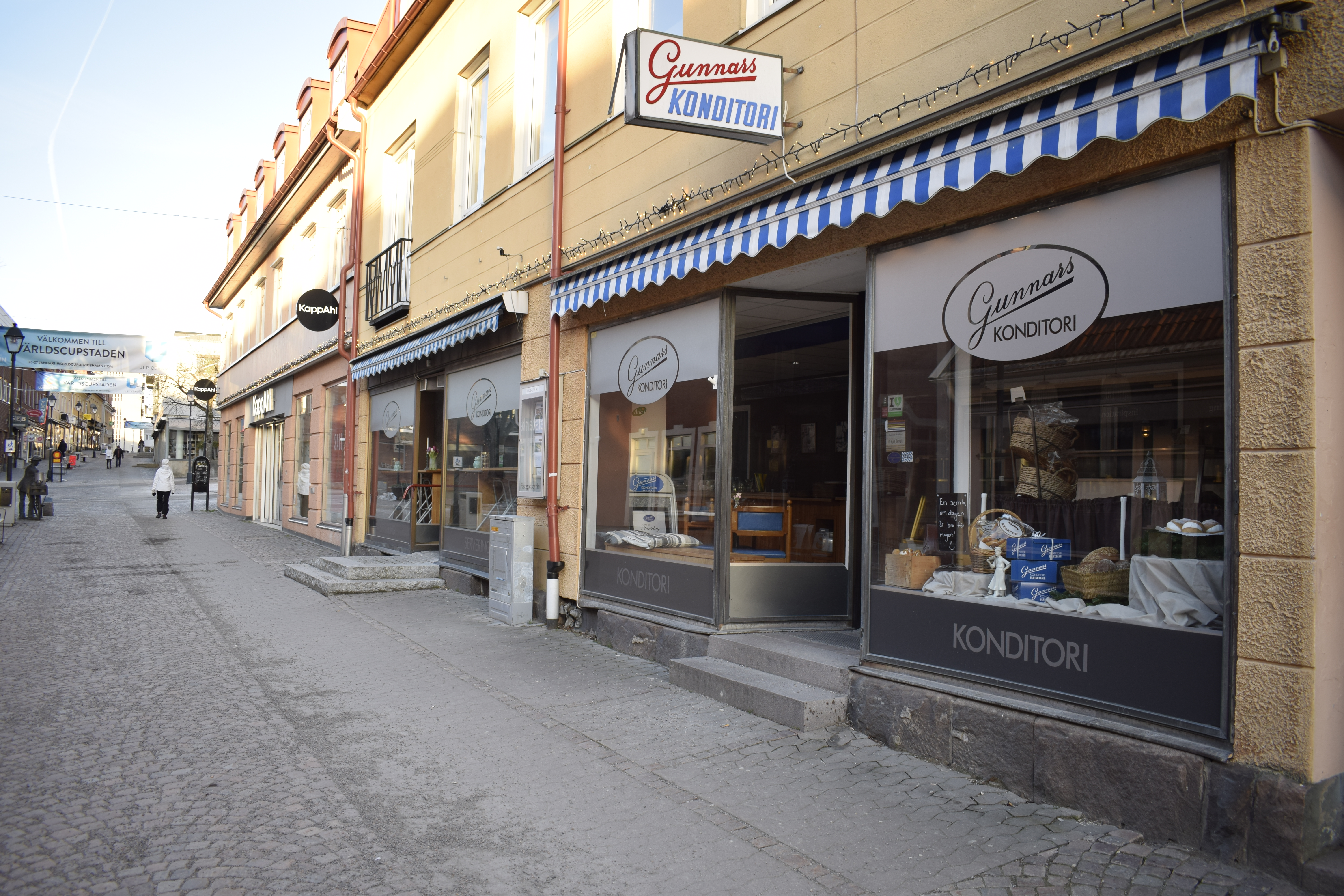
Gunnars konditori Ulricehamn

Gunnars konditori är ett konditori i Ulricehamn. Det ligger på Storgatan 12 i stadens centrum. Företaget grundades år 1932. Allt bakas i det egna bageriet. Under 1990-talet blev konditoriets semla utsedd till den bästa semlan i Sverige.[källa behövs] Konditoriets servering är inredd med en gammaldags prägel där det finns plats för drygt 50 gäster.